# Fragole e Champagne
Fragole e Champagne è un album del cantante Gianni Dei pubblicato nel 1993 dalla Centotre.

## Tracce
1. Il mare urla (G. Dei, Corrado Castellari)
2. Numeri numeri (G. Dei, Marco Ferradini)
3. Dio dalle un altro amore (G. Dei, C. Castellari)
4. Non ti fidare mai di un biondo (G. Dei, C. Castellari)
5. L'angelo di Hitchcock (G. Dei, C. Castellari)
6. Amici pazzi (G. Dei, E. Bassetta)
7. Sono cresciuto (G. Dei, Dario Baldan Bembo)
8. Le nonne di una volta (G. Dei, C. Castellari)
9. Harem (G. Dei, Charly, M. Berni)
10. Un sabato (G. Dei, C. Castellari)
11. Non sono matto (Ho la capra Elisabetta) (Gino Paoli, Lucio Dalla)
12. Oltreoceano (G. Dei, G. Nicoloso, C. Castellari)